# Hagenmühle (Mertingen)
Hagenmühle ist ein Gemeindeteil der Gemeinde Mertingen im Landkreis Donau-Ries (Regierungsbezirk Schwaben, Bayern).

## Geographie
Die Einöde liegt südlich des Hauptortes Mertingen und ist von diesem lediglich durch die Staatsstraße 2027 getrennt. Unmittelbar östlich der Einöde verläuft die Schmutter.

## Geschichte
Hagenmühle gehörte schon vor der Gebietsreform in Bayern zu Mertingen. Wurden 1950 noch 22 Einwohner registriert, so waren es 1970 nur noch sieben. 1987 war die Siedlung unbewohnt. Auf der Flur des Gehöftes befindet sich jetzt das Gelände des Reit- und Fahrvereins Donauwörth-Mertingen.